# Venerque
Venerque (occitanisch: Venèrca) ist eine südfranzösische Gemeinde mit 2898 Einwohnern (Stand 1. Januar 2022) im Département Haute-Garonne in der Region Okzitanien. Die Bewohner werden Venerquois und Venerquoises genannt.

## Lage
Venerque liegt im äußersten Westen der Kulturlandschaft des Lauragais an der Einmündung der Hyse in die Ariège und ist etwa 30 Kilometer in südlicher Richtung von Toulouse bzw. elf Kilometer in südöstlicher Richtung von Muret entfernt.

## Bevölkerungsentwicklung
| Jahr      | 1968 | 1975 | 1982 | 1990 | 1999 | 2006 | 2012 | 2019 |
| Einwohner | 1274 | 1510 | 1907 | 2158 | 2328 | 2582 | 2583 | 2702 |

Im 19. Jahrhundert lag die Bevölkerungszahl stets zwischen 800 und 1000 Einwohnern. Infolge der Mechanisierung der Landwirtschaft sank die Zahl der Einwohner auf etwa 700 in den 1920er Jahren ab. Der deutliche Bevölkerungsanstieg in den letzten Jahrzehnten ist auf die Nähe zu Toulouse und vergleichsweise niedrige Miet- und Grundstückspreise zurückzuführen.

## Wirtschaft
Der Ort lebte jahrhundertelang von der Landwirtschaft, wobei im Mittelalter und in der frühen Neuzeit der Anbau von Färberwaid (pastel) eine dominierende Rolle spielte. Das stetige Anwachsen der Einwohnerzahlen von Venerque ist ein Indikator für die positive wirtschaftliche Entwicklung der Region. Aufgrund der Nähe zur Großstadt Toulouse und vergleichsweise niedriger Grundstückspreise ist in den letzten Jahrzehnten ein Neubauviertel entstanden.

## Geschichte
Auf dem Gebiet der heutigen Gemeinde wurde Ende des 19. Jahrhunderts eine paläolithische Steinaxt gefunden. Auch kleinere eisenzeitliche Funde wurden im Jahr 1965 auf dem Plateau de La Trinité gemacht. Dagegen fehlen bislang Funde aus römischer und gallorömischer Zeit. Einige westgotische und merowingische Gräber wurden freigelegt, doch fanden sich keine Grabbeigaben. Aus karolingischer Zeit ist die Existenz eines Benediktinerklosters mit Namen Saint-Pierre überliefert; Benedikt von Aniane soll dort wiederholt Gast gewesen sein. Im Jahre 1050 wurde die Abtei auf den Rang eines Priorats herabgestuft, welches der ehemaligen Abtei von Saint-Pons-de-Thomières zugehörte. In der Zeit der Katharerbewegung und der Albigenserkreuzzüge (1209–1229) blieb Venerque eine Hochburg des Katholizismus und im Vorfeld der Schlacht bei Muret (1213) machten die Truppen Simon de Montforts einen Bogen um die Stadt. In einer Urkunde des Jahres 1268 ist mit Guillaume de Falgar erstmals der Name eines Grundherren (seigneurs) überliefert. Einer seiner Nachfolger, Raymond de Falgar, organisierte hundert Jahre später den Widerstand des Languedoc gegen die Engländer. Im 15. und 16. Jahrhundert erlebten Venerque und die ganze Region ihre Blütezeit durch den Anbau von Pastel; außerdem beherbergte die Kirche einen reichen Reliquienschatz und so leistete sich die Stadt eine Stadtmauer (remparts) zum Schutz vor Übergriffen marodierender Banden. Auch in der Zeit der Hugenottenkriege (1562–1598) blieb Venerque eine Hochburg des Katholizismus; dennoch wurde die Stadt zweimal eingenommen – einmal von den Truppen Admiral Colignys im Jahr 1570 und einmal von den Truppen der Katholischen Liga im Jahr 1595. Im 17. Jahrhundert erhielt die Stadt erweiterte Markt- und Messerechte, was wohlhabende Händler anzog.

## Sehenswürdigkeiten

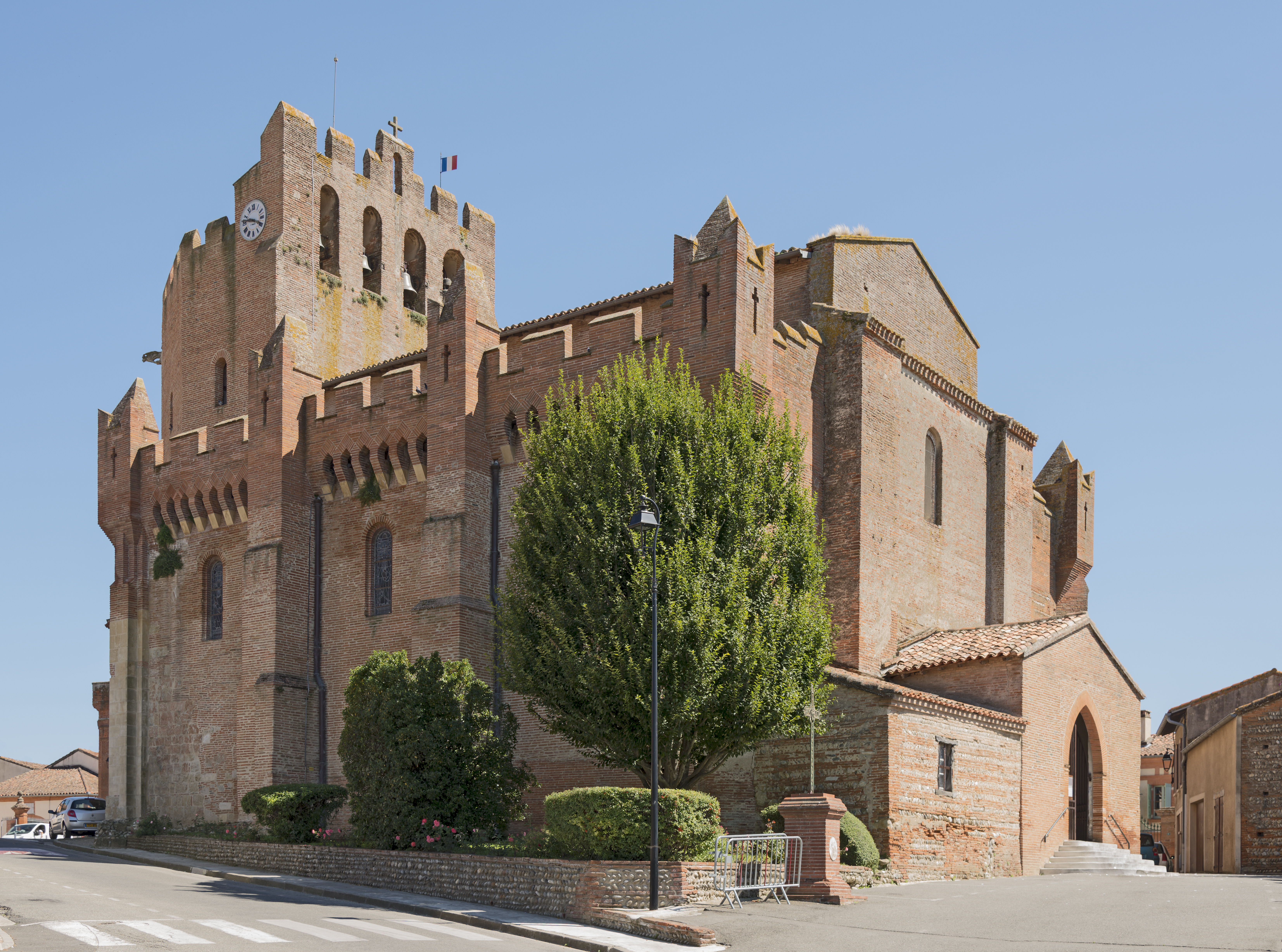
Kirche Saint-Pierre-et-Saint-Phébade

- Die Pfarrkirche (Église Saint-Pierre-et-Saint-Phébade) stammt in großen Teilen aus dem 13. Jahrhundert; ihre Mauern enthalten jedoch noch Reste der ehemaligen Abtei Saint-Pierre. Der mächtige Kirchenbau erhielt im 15. Jahrhundert einen burgartigen Turmaufbau aus Ziegelsteinmauerwerk über der polygonal gebrochenen Apsis; außerdem finden sich mehrere Hinzufügungen aus derselben Zeit, die dem Bauwerk insgesamt den Charakter einer Wehrkirche verleihen. Das dreischiffige gotische Langhaus ist rippengewölbt. Der Chor der Kirche wurde am Ende des 19. Jahrhunderts ausgemalt; hier werden die Reliquien des im Mittelalter aus Agen hierher verbrachten hl. Phoebadius und der hl. Alberta, der Schwester der hl. Fides, in eigens dafür angefertigten Behältnissen aufbewahrt. Hörenswert ist das 15-teilige Glockenspiel (carillon) aus dem Jahre 1844. Das Kirchenbauwerk ist bereits seit dem Jahr 1840 als Monument historique klassifiziert.[1]
- Die Markthalle (halle) aus dem Jahr 1858 ist zu einem Mehrzweckraum umgebaut worden.
- Das Bürgermeisteramt (mairie) ist ein imposanter Ziegelsteinbau aus der Zeit des Zweiten Kaiserreichs.
- Das Waschhaus (lavoir) wurde erst im frühen 20. Jahrhundert erbaut. Im Jahre 1977 wurde es zum Clubhaus des örtlichen Pétanque-Clubs umgebaut.